# Гапиенко, Иван Стефанович
Иван Стефанович Гапиенко (21 января 1914, Верхний Рогачик, Таврическая губерния — 1995) — советский комбайнёр. Герой Социалистического Труда (1952).

## Биография
Иван Гапиенко родился 21 января 1914 года в селе Верхний Рогачик Мелитопольского уезда Таврической губернии в семье крестьянина-середняка Стефана Фёдоровича Гапиенко.
В 1918 году вместе с отцом поселился в Крыму на территории Таганажского сельсовета Перекопского уезда.
Окончил 7-летнюю школу, после чего поступил в училище, однако не завершил обучение и вернулся домой.
Работал на Сейтлерской машинно-тракторной станции помощником комбайнёра, а затем трактористом.
В 1936 году был призван на срочную службу в Красную Армию. В 1938 году уволился в запас, но в 1939-м был снова призван. Участвовал в Великой Отечественной войне, был ранен и контужен.
В 1946 году вернулся домой и снова стал работать на Сейтлерской (позднее — Нижнегорской) МТС. С 1947 года был механизатором.
В 1951 году на комбайне «Сталинец-6» на неполивных богарных полях намолотил в ходе уборочной 9114 центнеров зерна, в том числе за 25 рабочих дней 8461 центнер.
17 мая 1952 года указом Президиума Верховного Совета СССР за достижение высоких показателей на уборке и обмолоте зерновых и масличных культур и семян трав в 1951 году получил звание Героя Социалистического Труда с вручением ордена Ленина и золотой медали «Серп и Молот».
В июне 1952 года получил тяжёлую травму: во время поездки на работу Гапиенко выбросило из кузова грузовика на ухабе, и он сильно ударился. После полученной травмы стали прогрессировать последствия контузии, в результате чего Гапиенко, получив вторую группу инвалидности, ушёл на пенсию.
Жил в посёлке Нижнегорский в Крыму.
Был награждён орденом Отечественной войны 2-й степени (11 марта 1985) и медалями, в том числе медалью Всесоюзной сельскохозяйственной выставки (1954).
Умер в 1995 году.

## Семья
Жена — Анна Гапиенко.
Дочь — Валентина Ивановна Соловьёва (род. 1938 или 1939).